# Elisabeth Niggemann
Elisabeth Niggemann, född 2 april 1954 i Dortmund, är en tysk bibliotekarie specialiserad på digitalisering av kulturarvsresurser. Från 1999 till 2019 var hon generaldirektör för Deutsche Nationalbibliothek. På college studerade hon biologi och engelska och avlade en doktorsexamen i biologi vid Ruhruniversitetet i Bochum.

## Biografi

### Karriär
Niggemann började sin karriär inom biblioteken 1987 vid Tyska nationalbiblioteket för medicin som chef för förvärvsavdelningen. 1989 blev hon chef för katalogisering och ämnesindexering vid universitets- och statsbiblioteket vid Heinrich Heine-universitetet i Düsseldorf; 1994 blev hon chef för det biblioteket. Från 1990 till 1995 föreläste hon också i biblioteks- och informationsvetenskap vid Heinrich Heine University. Niggemann blev generaldirektör för Deutsche Nationalbibliothek 1999. 2019 tillkännagav hon att hon gick i pension, och Frank Scholze tog plats som generaldirektör från och med den 1 januari 2020.

### Biblioteksledare
2010 var Niggemann medlem i Comité des Sages, Europeiska unionens reflektionsgrupp på hög nivå, som undersökte digitaliseringen av Europas kulturarv. Hon var ordförande för Conference of European National Librarians, ett nätverk av Europas nationella bibliotek, mellan 2005 och 2011.

### Ordförande
Hon var den första ordföranden för Europeana Foundation, från 2007 till 2011, och hjälpte till att lansera och konsolidera den digitala plattformen för kulturarv. Hon omvaldes som ordförande i september 2017, vilket ledde till att stiftelsens styrelse kunde upprätthålla Europeanas hållbarhetsmål.

### Redaktör
Niggemann är en av redaktörerna för Zeitschrift für Bibliothekswesen und Bibliographie. Hon har också skrivit eller varit med och skrivit ett antal rapporter om kulturarvsstrategier, inklusive The New Renaissance (2011) och Fachinformationsdienste statt Sondersammelgebiete (2014).
I mars 2018 tilldelades Niggeman Chevalier of the Ordre des Arts et des Lettres av den franska regeringen.